# Ainsworth, Nebraska
Ainsworth är administrativ huvudort i Brown County i delstaten Nebraska. Orten har fått sitt namn efter militären James E. Ainsworth. Enligt 2010 års folkräkning hade Ainsworth 1 728 invånare.